# Oreopasites powelli
Oreopasites powelli là một loài Hymenoptera trong họ Apidae. Loài này được Rozen mô tả khoa học năm 1992.